# Кирилюк Євген Прохорович
Євге́н Про́хорович Кирилю́к (18 березня 1902, Варшава — 24 червня 1989, Київ) — український літературознавець, член-кореспондент АН УРСР Голова редколегії і співавтор «Історії української літератури» (у 8 т., 1967—1971), 2-томного «Шевченківського словника» (1976—1977). Керівник і редактор академічного видання «Тарас Шевченко. Повне зібрання творів» у 6 томах (1963—1964).
 Дослідник творчості Пантелеймона Куліша.

## З життєпису
На початку 1930-х один із погромників Василя Седляра, Володимира Вайсблата, Олександра Дорошкевича, Михайла Новицького та інших (див. статті Є. Кирилюка «Літературна газета» (№ 23, 1933), ж. «Життя й Революція» (кн. 1, 1934).
 [джерело?]
Цікаво, що Кирилюк робив кар'єру подібними методами й після 1953 року. Так, на XI науковій Шевченківський конференції він виступив з доповіддю «Невідкладні завдання радянського шевченкознавства у вивченні проблеми „Шевченко і слов'янські літератури“», де громив літературознавця Михайла Мольнара за «об'єктивізм» та Луку Луцева як «зубра українського буржуазного націоналізму, який уже майже півстоліття спотворює історію української літератури», «продавши мерзенну душу заокеанським імперіалістам».
1966 ознайомився з пам'ятками історії й архітектури міст Кременець і Почаїв, про що написав у спогадах. Матеріали про Кирилюка (книги з дарчими написами, фото, спогади) експонуються у залі Тараса Шевченка у Кременецькому краєзнавчому музеї.

Автор підручників і хрестоматій з української літератури, які з 1935 року вивчались у школі, багато разів перевидавались. Заслужений діяч науки України з 1972.
Премії:
- Ленінська премія (1964),
- Шевченківська премія (1980, разом ще з чотирма дослідниками) за «Шевченківський словник» у двох томах.